# تپه کول بلاغ ۱
تپه کول بلاغ ۱ مربوط به دوره اشکانیان است و در شهرستان کرمانشاه، بخش مرکز ی، دهستان بالادربند، داخل روستای کول بلاغ واقع شده و این اثر در تاریخ ۱۵ دی ۱۳۸۷ با شمارهٔ ثبت ۲۴۱۵۴ به‌عنوان یکی از آثار ملی ایران به ثبت رسیده است.